# Esmeralda cathcartii
Esmeralda cathcartii är en orkidéart som först beskrevs av John Lindley, och fick sitt nu gällande namn av Heinrich Gustav Reichenbach. Esmeralda cathcartii ingår i släktet Esmeralda och familjen orkidéer. Inga underarter finns listade i Catalogue of Life.

## Bildgalleri

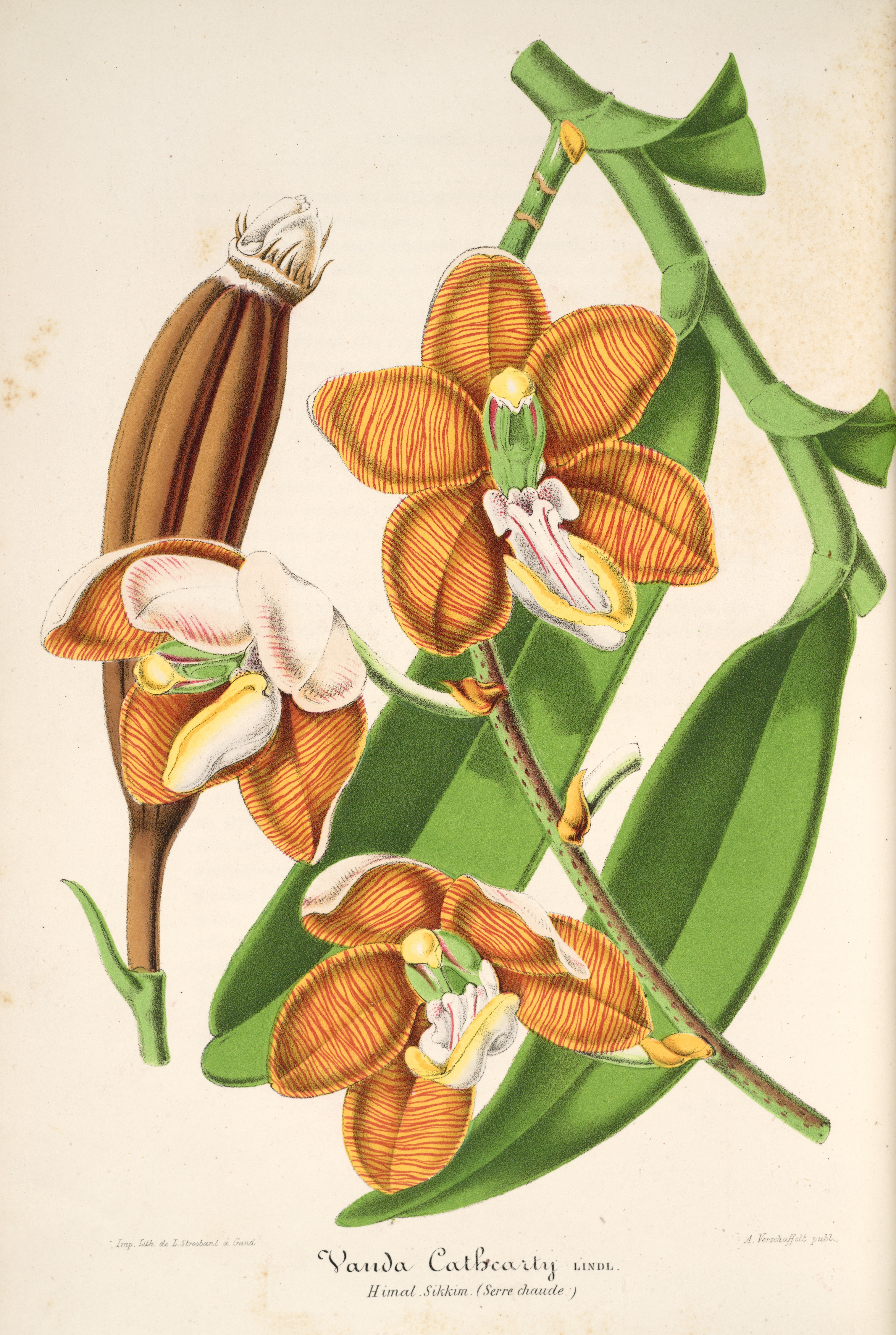
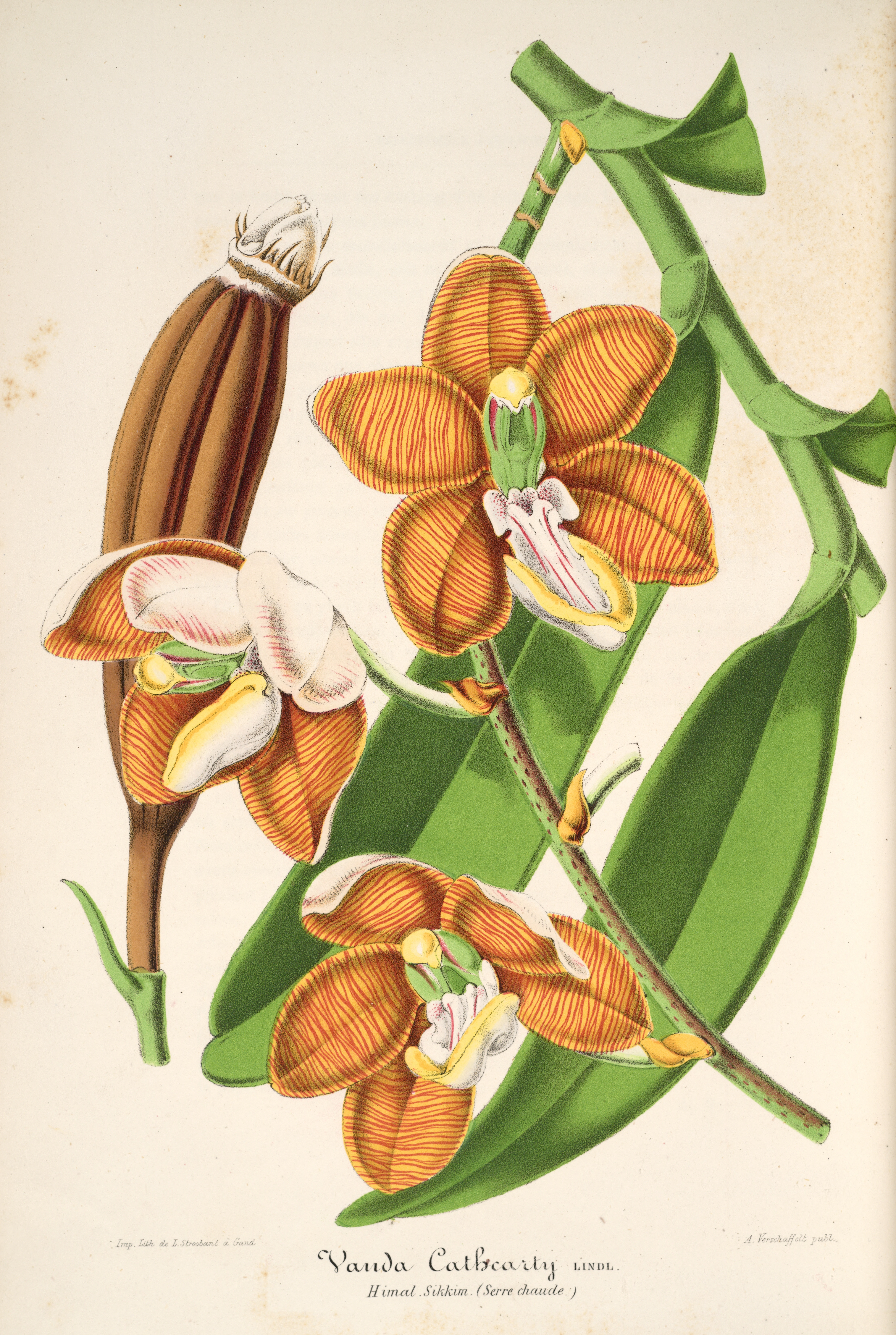